# Wasenberg (Mitterkirchen im Machland)
Der Wasenberg bei Hart ist das Erdwerk einer Turmhügelburg. Er befindet sich verborgen im Waldgelände nördlich der Ortschaft Hart in der Gemeinde Mitterkirchen im Machland in Oberösterreich.

## Name
Als Wortherkunft von Wasen kann das althochdeutschen Wort waso = feuchtes Ödland gelten. Unter Wasen versteht man dementsprechend etwas wie feuchte Wiese, Aue, feuchter Anger, urbargemachtes Feuchtgebiet. Wasen war im ganzen deutschen Sprachraum namensbildend. Beispiele sind Ortsnamen wie Wasenbach (Rheinland-Pfalz), Wasen (Bayern), Waasen (Ober- und Niederösterreich) und eben Wasenberg mit der naheliegenden Bedeutung Anhöhe in feuchter Niederung.

## Lage
Der Wasenberg liegt verborgen im Waldgelände Kirchstettenerholz 450 m nördlich der Ortschaft Hart in der Gemeinde Mitterkirchen im Machland in einem ebenen, früher noch vermehrt von Wasserläufen durchzogenen weitläufigen Wiesen-, Acker- und Waldgelände. Er grenzt im Norden an einen früheren Wasserlauf der Naarn, bis zum Austrocknen Mettensdorfer Mühlwasser (Mühlbach) genannt. Grundstück 1950/1, Parzelle 1090, Katastralgemeinde Hofstetten. Keine öffentliche Straße. Privatbesitz. Bestehender Denkmalschutz.

## Geschichte
Hügelburgen entstanden in Mitteleuropa im Hochmittelalter (zwischen 1050 und 1250). Im anschließenden Spätmittelalter (zwischen 1250 und 1500) gab man die Hügelburgen mit der Zeit auf. Das betraf aber nur die Burganlage, der Wirtschaftshof blieb oft erhalten. Beim Wasenberg kann man nur annehmen, dass auch er in diesen Zeitbereichen entstand und irgendwann wieder aufgegeben wurde. Urkundliche Nachweise fehlen.
Auch nur vermuten kann man, dass Bauherr des Wasenbergs ein Angehöriger der Adelsfamilie der Herren von Perg und Machland war und man damit die Absicherung des Territoriums Machland bezweckte. Die lokale Adelssippe der Kirchstettener (Kirchsteger) kann als zu wenig mächtig für ein derart großes Bauvorhaben gelten. Die alternativ diskutierte Ansicht, der Wasenberg sei als Grabanlage oder zu Zeiten der Hussitenkriege errichtet worden, ist nicht mehr haltbar.

## Beschreibung
Der Wasenberg bei Hart ist ein kreisrunder aufgeschütteter abgeplatteter Erdhügel, ergänzt mit einem vorgelegten Ringgraben und Ringwall, umgeben von Vorburgbereichen mit Vorwallanlagen. Er zeigt alle Merkmale einer Hügelburganlage nach dem Vorbild der normannischen Motte (château à motte, Erdhügelburg):
1. Erdhügel, Ringgraben, Ringwall der Hochburganlage (Kernburg). Am Erdhügel oben stand das turmartige Hauptgebäude.
2. Wälle und Gräben der Vorburganlage (Niederburg). Zu ihr gehörte der Wirtschaftshof mit Viehunterständen, Vorratsspeichern, Backhaus usw.

Bei der Mehrzahl der mitteleuropäischen Hügelburgen erhielten sich nur noch die Erdhügel selbst. Sie erscheinen damit weit weniger großartig als der Wasenberg bei Hart mit seinen vorgelagerten Gräben und Wällen.

## Hochburganlage

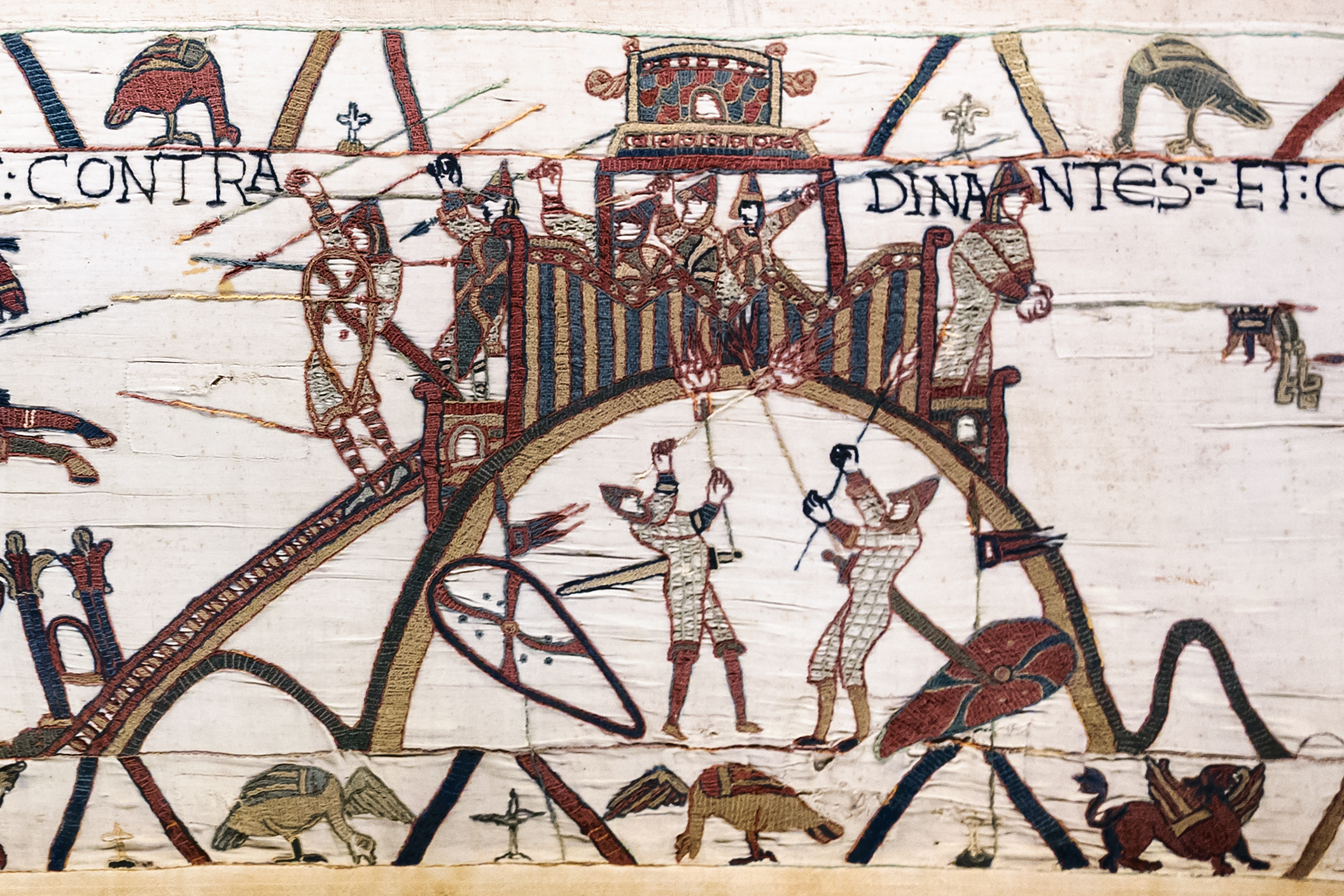
Normannische Motte auf dem Teppich von Bayeux, Jahr 1070. Detail

Im aktuellen Erhaltungszustand liegt das Hügelplateau des Wasenbergs 5 m über dem gewachsenen Terrain auf einer Höhe von 242,72 m. Plateaudurchmesser 19 m. Das entspricht 280 m² Fläche. Durchmesser der Ringgrabensohle 37 m. Der Ringgraben war mit Wasser geflutet. Er hatte über die Gräben der Vorwallanlage eine Wasserverbindung zum Wasserlauf der Naarn. Der umlaufende Ringwall hat im aktuellen Erhaltungszustand im Nordwesten leider eine neuzeitliche Unterbrechung. Die alternativ diskutierte Vermutung, es wäre hier die Wasserverbindung zur Naarn gewesen, ist nicht mehr haltbar.
Bei Hügelburgen wie dem Wasenberg sollte man sich ihr Aussehen folgend vorstellen: Die Hänge des Burghügels waren steil und mittels Grasnarben (Rasenziegel) gegen Erosion geschützt. Das Hügelplateau war von Palisaden umgeben. Der Zugang zum Hügelplateau erfolgte über eine hölzerne Treppe oder Rampe, die den Ringgraben überspannte und zum Eingangstor in der Palisade führte. Beim Wasenberg wird diese Rampe im Süden vermutet. Die Mitte des Hügelplateaus nahm immer ein Hauptgebäude ein, oft handelt es sich dabei um einen Turm. Vermutlich auch beim Wasenberg. Die Hügelburg wurde so zur Turmhügelburg. Abgeschlossen nach oben war der Turm meist von einer offenen oder überdachten Wehrplattform. Der Turm und die übrige Bauten waren zumeist vollständig aus Holzbalken in Block- oder Ständerbauweise errichtet.
Diese hölzernen Burgenbauten waren gleichzeitig mit den Steinburgen in Gebrauch. Wegen des hohen Alters der Hügelburgen überdauerten die hölzernen Aufbauten die Zeiten nicht.

## Vorburganlage

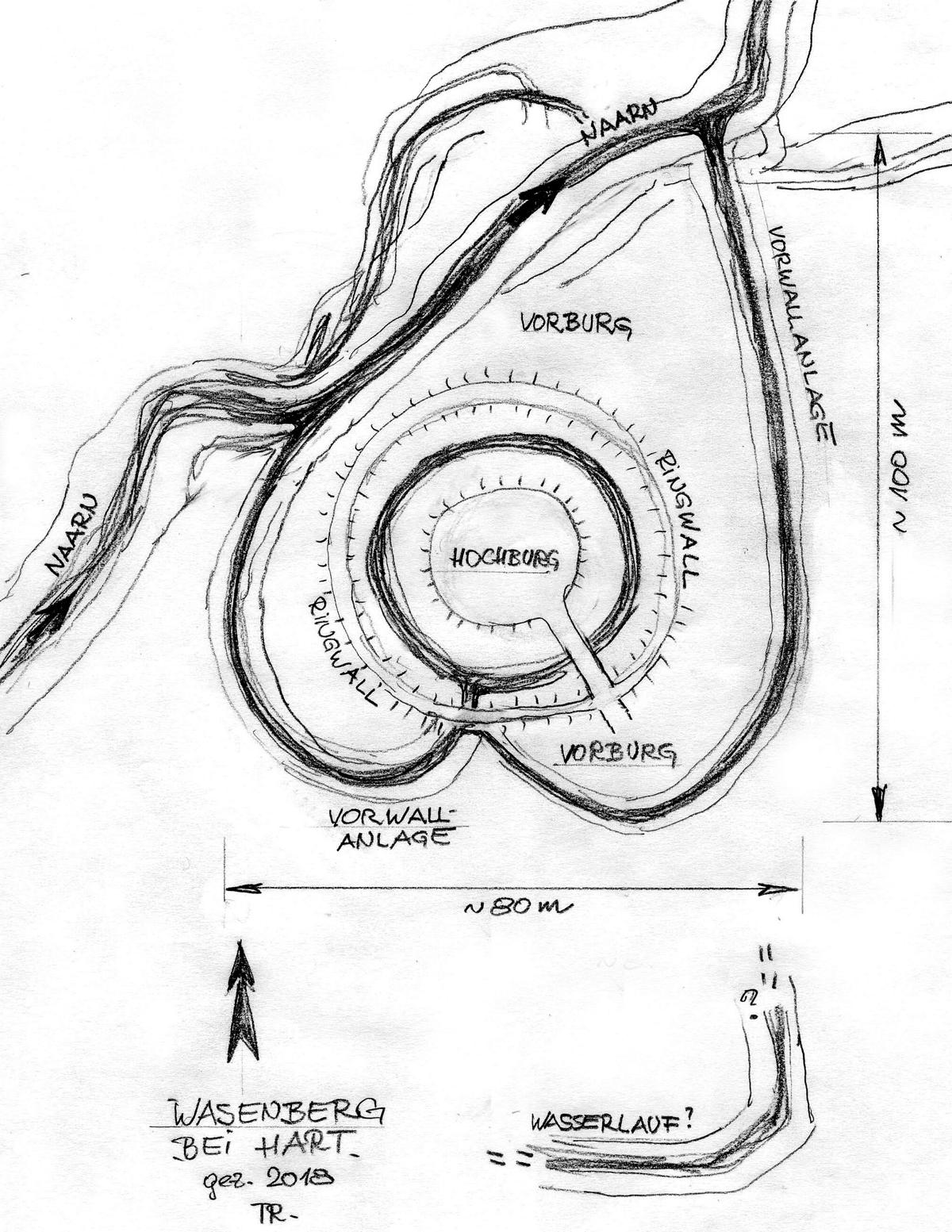
Planskizze 2018

Die Vorburgbereiche (Niederburg) des Wasenbergs schützten bogenförmige Vorwallanlagen und im Norden der Wasserlauf der Naarn. Die geschützte gesamte Burganlage war damit etwa 5100 m² groß und beanspruchte die aktuelle Parzelle 1090 beinahe von West bis Ost. Der Vorwall im Norden entlang des Wasserlaufs ist im aktuellen Erhaltungszustand eher gut zu erkennen. Zusätzliche Palisaden oder Zäune können vermutet werden. Sicher anzunehmen ist, dass die mäanderartigen Wasserläufe der Naarn sich mit den Zeiten änderten und dass das auch den Wasenberg und seine Vorburgbereiche betraf. Aktuell durchquert aber auch eine Traktorpiste den Vorburgbereich dort im Norden.
Die weiteren bogenförmigen Vorwallanlagen sind im aktuellen Erhaltungszustand eher nur schwach zu erkennen. Sie bestanden aus Vorwällen und gefluteten Gräben. Zusätzliche Palisaden oder Zäune können vermutet werden. Die gefluteten Gräben gingen im Westen und Osten jeweils vom Wasserlauf der Naarn aus und trafen sich etwa im Süden beim Ringwall. Hier bestand eine Wasserverbindung hinein zum gefluteten Ringgraben. Und hier im Süden führte vermutlich die Rampe auf das Hügelplateau. Die Vorburgbereiche boten Platz für einen angegliederten Wirtschaftshof mit Einrichtungen wie Gesinde- und Küchenhaus, Vorratsspeicher, Pferde- und Viehstall. Manchmal war auch die Wohnstätte des Burgherrn und seiner Familie in der Niederburg und nicht in der Hochburg.
Wegen des hohen Alters überdauerten die hölzernen Einrichtungen der Niederburg die Zeiten genauso wenig wie die hölzernen Aufbauten der Hochburg. Etwa 30 bis 50 m vor der Vorwallanlage ist im Süden ein abgewinkeltes Grabenstück erkennbar. Es kann vermutet werden, dass dieser Graben einen mäanderartigen Wasserlauf (also keine Vorwallanlage) anzeigt, der früher im Süden um den Wasenberg herumführte.